# دم‌چتری‌های استرالیایی
دم‌چتری‌های استرالیایی یا سینه‌سرخ‌های بوته‌ای استرالیایی (نام علمی: Drymodes) نام یک سرده از تیره سینه‌سرخ‌های استرالزی است.